# ヤエル・カスティージョ
ヤエル・エルネスト・カスティージョ・フエルタ（Yahel Ernesto Castillo Huerta、1987年6月6日 - ）は、メキシコのハリスコ州グアダラハラ出身の飛込競技選手。
2008年に開催された北京オリンピックにメキシコの代表として男子の3m飛び板飛び込み出場した。予選は3位で通過、準決勝も4位で通過したものの、決勝でさらに3つの順位を落とし7位に終わった。